# スズメダイ
スズメダイ Chromis notata（雀鯛、英: Pearl-spot chromis）は、スズキ目スズキ亜目スズメダイ科に分類される魚類。日本では東北地方（主に青森県津軽地方）以南の岩礁域でよく見られる小魚である。

## 分布
中国から朝鮮半島、日本では北海道（南部）以南の沿岸域に分布する。約300種を含むスズメダイ科の魚の中では最も高緯度まで分布していて、低水温には8℃まで耐えられるとされている。

## 形態
全長は15cmほどで、体は木の葉のような形をしている。鱗は厚く、体に対して比較的大きい。体色は全身がほぼ灰褐色をしているが、背びれの最後の付け根にある白い点が特徴である。ただしこの点は死ぬとすぐに消えてしまう。

## 生態
水深30mまでの岩礁域に群れをなして生息するが、全長数cmほどの幼魚はタイドプールでもよく見られる。食性は肉食性で、おもに動物プランクトンを捕食する。繁殖期は夏で、オスとメスが岩の上などに円状に産卵する。オスは産卵後も巣に残り、卵に新鮮な水を送ったり、卵の上のゴミを取り除いたり、卵を狙う外敵を追い払ったりして卵を守る。

## 人間とのかかわり
スズメダイの名の由来は、スズメのように小さい、目がスズメに似ている、スズメのように群れる、などの説がある。
磯釣りではいわゆる「餌盗り」や「外道」として扱われるが、塩焼きや唐揚げなどで食べられる。九州北部ではスズメダイの塩焼きを「あぶってかも」（炙って噛も - 焼いて食べようの意）と称し、郷土料理として食べられている。また「あぶってかも」はスズメダイそのものの方言呼称としても用いられる。博多や対馬の魚市場ではスズメダイのことをかじきりと称すのが一般的である。
韓国・済州島では、冷や汁風刺し身や、塩辛にして食べる。

## 別名
オセンゴロシ、ヤハズ（大分県）、ナベトリ、ヤハチ（和歌山県）、アブラウオ（高知県）、ツバクロ（愛媛県）、アブッテカモ（九州北部）など